# No춘향 vs 안몽룡
《No춘향 vs 안몽룡》는 2003년 11월 28일에 MBC에서 방영한 베스트극장이다.

## 등장 인물

### 주요 인물
- 이동건 : 채훈 역 - 마약 전담 검사
- 이보영 : 한재인 역 - 치과의사. 과거 신촌 흑장미라 불림.

### 그 외 인물
- 백일섭 : 채훈의 아버지 역
- 박소현 : 채훈의 어머니 역
- 최범호 : 김 계장 역 - 검찰 수사관
- 김용희
- 윤희주
- 정승재 : 채훈의 친구 역
- 김준 : 채훈의 친구 역
- 허인범 : 재인의 동생 역
- 김대성
- 신종훈
- 민찬